# Lista över saker namngivna efter Pierre de Fermat
Detta är en lista över saker namngivna efter Pierre de Fermat, den franska amatörmatematikern. Trots att han betraktas som en av sin tids främsta matematiker så publicerade han knappt någonting själv. Matematiken var främst en hobby men många saker är namngivna efter honom.

## Namngivelser
- Fermat–Apollonius cirkel
- Fermat–Catalans förmodan
- Fermats kubiska yta
- Fermatkurva
- Fermattal
- Fermatpunkt
- Fermats sats om polygontal
- Fermatpolynom
- Fermats primtalstest
- Fermatpriset
- Fermatpseudoprimtal
- Fermatkvot
- Fermats differenskvot
- Fermats faktoriseringsmetod
- Fermats stora sats
- Fermats lilla sats
- Fermats princip
- Fermatspiral
- Fermats kriterium
- Fermats sats om summan av två kvadrattal